# Léxico
Léxico é o conjunto de palavras existente em um determinado idioma (língua), que as pessoas têm à disposição para expressar-se, oralmente ou por escrito em seu contexto. O sistema léxico é um acervo geolinguístico transmitido entre gerações; traduz a experiência cultural acumulada por uma sociedade através do tempo; patrimônio vocabular de uma comunidade linguística através de sua história. 
Os usuários de um idioma não são capazes de dominar por completo o léxico de seu idioma materno, pois sua principal característica é a mutabilidade, devido o idioma ser vivo e as relações humanas estarem em constante transformação. Algumas palavras se tornam arcaicas, outras são incorporadas, algumas mudam de sentido, e tudo isso ocorre de forma gradual, quase imperceptível. Este é um processo inerente à língua e não uma ameaça à continuidade. O léxico de um idioma não é finito.
O léxico se divide em categorias lexicais (onde ficam palavras de classe aberta para gerar novos termos) e categorias funcionais (engloba palavras com função unicamente gramatical para indicar relações entre os componentes de um predicado.
A  Linguística se interessa por analisar os princípios teóricos do léxico, no qual a técnica de composição destes se chama Lexicografia. Esta área do conhecimento serve para explicar as unidades lexicais de uma linguagem. Outra disciplina desta esfera é a Lexicologia, que se limita a compilar de forma sistemática as unidades lexicais.

## Léxico e Vocabulário
Os termos léxico e vocabulário não possuem o mesmo significado, o indivíduo usa o conjunto de palavras do léxico para formar seu vocabulário, caracterizado pela seleção e uso pessoal de algumas palavras no cotidiano; onde o vocabulário é um recorte do léxico. Quanto maior for o vocabulário do usuário, maior a possibilidade de escolha da palavra mais adequada ao seu intento expressivo.

## Composição do léxico
O léxico de um idioma é composto de palavras semânticas agrupadas em classes, conforme a gramática do idioma. Há classes de palavras que existem em praticamente todos os idiomas, como: substantivos, adjetivos e verbos. O léxico (ou a maior parte) de um idioma pode ser encontrada em dicionários.